# Denver Open 1980
Il Denver Open 1980 è stato un torneo di tennis giocato sul sintetico indoor. È stata la 9ª edizione del torneo facente parte del Volvo Grand Prix 1980. Si è giocato a Denver, negli USA, dal 18 al 24 febbraio 1980.

## Campioni

### Singolare maschile
Gene Mayer ha battuto in finale  Victor Amaya con il punteggio di 6–2, 6–2

### Doppio maschile
Kevin Curren /  Steve Denton hanno battuto in finale  Wojciech Fibak /  Heinz Günthardt con il punteggio di 7–5, 6–2